# Паржевичи
Паржевичи (на сръбски: Паржевићи) е село в Босна и Херцеговина, разположено в община Соколац, в ентитета на Република Сръбска. Населението му според преброяването през 2013 г. е 23 души, от тях: 13 (56,52 %) сърби, 10 (43,47 %) бошняци.

## Население
Численост на населението според преброяванията през годините:
- 1961 – 211 души
- 1971 – 149 души
- 1981 – 104 души
- 1991 – 72 души
- 2013 – 23 души